# Givat Hen
Gat Rimon (tiếng Hebrew: גבעת ח"ן) là một moshav thuộc hạt Quận Trung, Israel. nằm ở Đồng bằng Sharon, Phía nam của Ra'anana, Givat Hen thuộc thẩm quyền quản lý của Hội đồng vùng Drom HaSharon. Dân số năm Tháng 12 năm 2012 là 389 người.